# SIS Männedorf
Die SIS Männedorf ist eine bilinguale und ganztägige, unabhängige Privatschule in Männedorf in der Schweiz für 4 bis 12 Jahre. Sie ist eine der acht Privatschulen der Swiss International School (SIS) in der Schweiz. Die Ganztagesschule bietet ein immersives, zweisprachiges Programm auf Deutsch und Englisch und lehrt Klassen vom Kindergarten bis und mit der Primarschule. Der Lehrinhalt orientiert sich am Zürcher Lehrplan.
Die 20 Lehrkräfte und 160 Schüler kommen aus 20 Nationen. Da etwa die Hälfte der Schüler Deutsch spricht, bietet die Schule ein gemischtes Umfeld, in dem Sprachen leichter erlernt werden können, z. B. durch das Zusammensein mit Schülern, die eine andere Sprache beherrschen.

## Geschichte
Das Areal war früher eine Hofanlage für den Gemeindepräsidenten, mit dem Weinbauernhaus Villa Silvia und der Remise, die das ehemalige Trog- und Waschhaus war. 1862/1863 wurde es im Auftrag des Gemeindepräsidenten, Kantonsrats und Weinhändlers Gottfried Walder-Rordorf (1833–1896) errichtet.
1906 wurde im Wohnhaus Elektrizität eingerichtet, und 1935 wurde es der Firma Frank Kunz & Co. übergeben. 1996 unterstrich die Denkmalpflege die Schutzwürdigkeit des Gebäudes in einer Stellungnahme (Vers. Nr. 745).
Im Jahr 2009 zog die SIS Männedorf in das Gebäude ein, wobei die älteren Kinder im Scheunenhaus und die jüngeren in der Villa unterrichtet wurden, bis das heutige Schulgebäude errichtet war. Bei der Eröffnung der Schule gab es zunächst nur vier Klassen, zwei Kindergartenklassen und zwei Grundschulklassen. Mit jedem weiteren Jahr kam eine weitere Klasse bis zur sechsten Klasse hinzu. Im Jahr 2012 wurde mit dem Bau des Hauptgebäudes der SIS Männedorf begonnen. Die Scheune wurde zum Betreuungsraum umfunktioniert, und die Villa beherbergt im Erdgeschoss Büros für das Personal.

### Standort
Die SIS wollte ihre Schule zwischen Rapperswil und Meilen an der sogenannten «Goldküste» errichten, da es dort Anfang der 2000er Jahre viele internationale Familien gab. Da es damals noch keine anderen zweisprachigen Schulen in der Region gab, entschied man sich für die Schule bei der Villa Silvia, da diese direkt am Wasser liegt und der Preis günstig war. Im August 2009 nahm die SIS Männedorf ihre ersten Schüler auf.

### Renovation der Hauptgebäude
Am 8. Dezember 2021 wurde die Renovation der SIS Männedorf abgeschlossen und der Fussballplatz von Kieselsteinen auf eine solide Betonplatte umgebaut. Um diesen renovieren zu können, musste die SIS mit dem Denkmalschutz verhandeln, da die Gebäude unter Denkmalschutz stehen. Sie beauftragte ein externes Architekturbüro, das zusammen mit der SIS den Denkmalschutz davon überzeugte, das Gelände zu rekonstruieren. Da es sich zunächst nur um eine kleine Renovierung handelte, schlug der Denkmalschutz vor, mehr zu tun, z. B. den Spielplatz grüner zu gestalten. Um die Geschichte des Platzes zu bewahren, wurden auch ein Torkel (Weinpresse) und eine riesige hufeisenförmige Sitzskulptur hinzugefügt, um die sich Gruppen versammeln können.

## Lehrplan

### Stundenplan
Der Lehrplan der Schule besteht aus dem Lehrplan des Kantons Zürich sowie aus eigenen Elementen, die von der SIS Männedorf hinzugefügt werden, wie z. B. die Hälfte des Unterrichts in Englisch und die Hälfte in Deutsch.
Die Schule verfügt über ein Klassenzimmer, einen Musikraum, einen Werkraum, eine Bibliothek und eine Cafeteria. Das Aussengelände besteht aus verschiedenen Spielplätzen sowie zwei Tischtennisplatten und einem Platz zum Fussballspielen.
Die Schule bietet einen ganztägigen Stundenplan an, der täglich um 8:30 Uhr beginnt und um 15:00 Uhr endet (ausser montags, da endet die Schule um 12:00 Uhr), einschliesslich Mittagessen und der Möglichkeit der Betreuung nach der Schule bis 18:00 Uhr. Auch vor dem Unterricht besteht ab 7:30 Uhr ein Betreuungsangebot. Um 15:00 Uhr haben die Schüler die Möglichkeit, eine weitere Stunde in der Schule zu bleiben, um die von den Lehrern aufgetragenen Aufgaben zu erledigen.

### Stil des Unterrichts
Die Schüler erlernen die Sprache durch die Immersionsmethode durch wiederholten Kontakt auf natürliche Weise und letztlich unbewusst. Die Schule ist politisch, ideologisch und konfessionell unabhängig.

### Ausserschulische Aktivitäten
Die Schule bietet als ausserschulische Aktivitäten die Clubs Schach, Wissenschaft, Yoga, Öko, IT und Drama-Club sowie Ferienclubs an.